# Khafra (genus)
Khafra is een geslacht van wantsen uit de familie van de Reduviidae (roofwantsen). Het geslacht werd voor het eerst wetenschappelijk beschreven door William Lucas Distant in 1902.

## Soorten
Het genus bevat de volgende soorten:

- Khafra alluaudi (Horváth, 1910)
- Khafra cachani Villiers, 1960
- Khafra concoloripes Distant, 1902
- Khafra distanti Varela, 1903
- Khafra elegans (Breddin, 1903)
- Khafra fulvonigra Walker, 1873
- Khafra modesta Distant, 1903
- Khafra praedo (Stål, 1863)
- Khafra ruficollis (Jeannel, 1912)
- Khafra schoutedeni (Villiers, 1931)
- Khafra ugandica Distant, 1902